# Mistrovství světa v ledním hokeji žen 2013
Mistrovství světa v ledním hokeji žen 2013 se konalo od 2. dubna do 9. dubna 2013 v kanadské Ottawě.

## Hrací formát turnaje
Čtveřice nejlepších týmů z minulého mistrovství byla nasazena do základní skupiny A a zbylá čtveřice do skupiny B. Ve skupinách se utkal klasicky každý s každým. První dva týmy skupiny A postoupily přímo do semifinále. Týmy na třetím a čtvrtém místě skupiny A a první dva ze skupiny B postoupili do čtvrtfinále. Poslední dva týmy ze skupiny B se utkaly v sérii na dva vítězné zápasy o udržení. Poražení čtvrtfinalisté hrají o 5. místo, poražení semifinalisté o 3. místo.

## Základní skupiny
|  | Týmy postupující přímo do semifinále |
|  | Týmy postupující do čtvrtfinále      |
|  | Týmy hrající sérii o udržení         |

### Skupina A
| Tým       | Z | V | VP | PP | P | GV | GI | +/- | B |
| --------- | - | - | -- | -- | - | -- | -- | --- | - |
| Kanada    | 3 | 2 | 1  | 0  | 0 | 24 | 2  | +22 | 8 |
| USA       | 3 | 2 | 0  | 1  | 0 | 11 | 5  | +6  | 7 |
| Finsko    | 3 | 1 | 0  | 0  | 2 | 4  | 13 | −9  | 3 |
| Švýcarsko | 3 | 0 | 0  | 0  | 3 | 1  | 20 | −19 | 0 |

Všechny časy jsou místní (UTC-4).
| 2. dubna 2013 15:30 | Finsko | 2:1 (0:1, 2:0, 0:0) | Švýcarsko | Scotiabank Place, Ottawa Návštěvnost: 3 366 |  |

| Report |

| 2. dubna 2013 19:30 | Kanada | 3:2 (SN) (0:2, 0:0, 2:0 - 0:0 - 1:0) | USA | Scotiabank Place, Ottawa Návštěvnost: 11 174 |  |

| Report |

| 3. dubna 2013 15:30 | USA | 4:2 (4:1, 0:1, 0:0) | Finsko | Scotiabank Place, Ottawa Návštěvnost: 3 113 |  |

| Report |

| 3. dubna 2013 19:30 | Švýcarsko | 0:13 (0:2, 0:6, 0:5) | Kanada | Scotiabank Place, Ottawa Návštěvnost: 9 904 |  |

| Report |

| 5. dubna 2013 15:30 | USA | 5:0 (2:0, 1:0, 2:0) | Švýcarsko | Scotiabank Place, Ottawa Návštěvnost: 5 626 |  |

| Report |

| 5. dubna 2013 19:30 | Kanada | 8:0 (3:0, 1:0, 4:0) | Finsko | Scotiabank Place, Ottawa Návštěvnost: 18 014 |  |

| Report |

### Skupina B
| Tým     | Z | V | VP | PP | P | GV | GI | +/- | B |
| ------- | - | - | -- | -- | - | -- | -- | --- | - |
| Rusko   | 3 | 3 | 0  | 0  | 0 | 11 | 1  | +10 | 9 |
| Německo | 3 | 1 | 0  | 1  | 1 | 8  | 10 | −2  | 4 |
| Česko   | 3 | 1 | 0  | 0  | 2 | 7  | 11 | −4  | 3 |
| Švédsko | 3 | 0 | 1  | 0  | 2 | 5  | 9  | -4  | 2 |

Všechny časy jsou místní (UTC-4).
| 2. dubna 2013 12:00 | Rusko | 4:0 (1:0, 0:0, 3:0) | Německo | Nepean Sportsplex, Ottawa Návštěvnost: 409 |  |

| Report |

| 2. dubna 2013 16:00 | Švédsko | 2:3 (0:2, 2:1, 0:0) | Česko | Nepean Sportsplex, Ottawa Návštěvnost: 186 |  |

| Report |

| 3. dubna 2013 12:00 | Rusko | 3:1 (1:0, 1:1, 1:0) | Česko | Nepean Sportsplex, Ottawa Návštěvnost: 1 045 |  |

| Report |

| 3. dubna 2013 16:00 | Německo | 2:3 (PP) (2:1, 0:0, 0:1 - 0:1) | Švédsko | Nepean Sportsplex, Ottawa Návštěvnost: 291 |  |

| Report |

| 5. dubna 2013 3:6 | Česko | 3:6 (1:1, 0:3, 2:2) | Německo | Nepean Sportsplex, Ottawa Návštěvnost: 1 234 |  |

| Report |

| 5. dubna 2013 16:00 | Švédsko | 0:4 (0:1, 0:2, 0:1) | Rusko | Nepean Sportsplex, Ottawa Návštěvnost: 635 |  |

| Report |

## O udržení
Hrálo se na dva vítězné zápasy.
Všechny časy jsou místní (UTC-4).
| 6. dubna 2013 16:00 | Česko | 1:2 (SN) (0:1, 0:0, 1:0 - 0:0 - 0:1) | Švédsko | Nepean Sportsplex, Ottawa Návštěvnost: 667 |  |

| Report |

| 8. dubna 2013 12:00 | Švédsko | 4:0 (0:0, 2:0, 2:0) | Česko | Nepean Sportsplex, Ottawa Návštěvnost: 604 |  |

| Report |

 Česko prohrálo sérii o udržení 0:2 na zápasy a sestoupilo do skupiny A 1. divize.

## Play off
Všechny časy jsou místní (UTC-4).

### Čtvrtfinále
| 6. dubna 2013 15:30 | Finsko | 1:0 (1:0, 0:0, 0:0) | Německo | Scotiabank Place, Ottawa Návštěvnost: 5 406 |  |

| Report |

| 6. dubna 2013 19:30 | Švýcarsko | 1:2 (0:1, 1:0, 0:1) | Rusko | Scotiabank Place, Ottawa Návštěvnost: 5 839 |  |

| Report |

### Semifinále
| 8. dubna 2013 15:30 | USA | 3:0 (0:0, 0:0, 3:0) | Finsko | Scotiabank Place, Ottawa Návštěvnost: 4 035 |  |

| Report |

| 8. dubna 2013 19:30 | Kanada | 8:1 (1:0, 5:1, 2:0) | Rusko | Scotiabank Place, Ottawa Návštěvnost: 7 255 |  |

| Report |

### O 5. místo
| 8. dubna 2013 11:30 | Švýcarsko | 3:5 (1:1, 0:3, 2:1) | Německo | Scotiabank Place, Ottawa Návštěvnost: 4 008 |  |

| Report |

### O 3. místo
| 9. dubna 2013 15:30 | Rusko | 2:0 (0:0, 0:0, 2:0) | Finsko | Scotiabank Place, Ottawa Návštěvnost: 5 618 |  |

| Report |

### Finále
| 9. dubna 2013 19:30 | Kanada | 2:3 (1:0, 1:2, 0:1) | USA | Scotiabank Place, Ottawa Návštěvnost: 13 776 |  |

| Report |

## Konečné pořadí
| Místo            | Tým       |
| ---------------- | --------- |
| Zlatá medaile    | USA       |
| Stříbrná medaile | Kanada    |
| Bronzová medaile | Rusko     |
| 4.               | Finsko    |
| 5.               | Německo   |
| 6.               | Švýcarsko |
| 7.               | Švédsko   |
| 8.               | Česko     |

## 1. divize

### Skupina A
- Termín konání: 7. - 13. dubna 2013
- Místo konání: Stavanger,  Norsko

|  | Postup do elitní skupiny MS   |
|  | Sestup do skupiny B 1. divize |

| Tým       | Z | V | VP | PP | P | GV | GI | B  |
| --------- | - | - | -- | -- | - | -- | -- | -- |
| Japonsko  | 5 | 4 | 0  | 1  | 0 | 17 | 7  | 13 |
| Dánsko    | 5 | 3 | 1  | 0  | 1 | 15 | 9  | 11 |
| Slovensko | 5 | 3 | 0  | 0  | 2 | 15 | 10 | 9  |
| Rakousko  | 5 | 2 | 0  | 1  | 2 | 15 | 16 | 7  |
| Norsko    | 5 | 1 | 1  | 0  | 3 | 13 | 15 | 5  |
| Lotyšsko  | 5 | 0 | 0  | 0  | 5 | 9  | 27 | 0  |

### Skupina B
- Termín konání: 7. - 13. dubna 2013
- Místo konání: Štrasburk,  Francie

|  | Postup do skupiny A 1. divize |
|  | Sestup do skupiny A 2. divize |

| Tým            | Z | V | VP | PP | P | GV | GI | B  |
| -------------- | - | - | -- | -- | - | -- | -- | -- |
| Francie        | 5 | 5 | 0  | 0  | 0 | 23 | 4  | 15 |
| Nizozemsko     | 5 | 3 | 1  | 0  | 1 | 16 | 12 | 11 |
| Severní Korea  | 5 | 1 | 1  | 1  | 2 | 12 | 17 | 6  |
| Čína           | 5 | 2 | 0  | 0  | 3 | 15 | 15 | 6  |
| Kazachstán     | 5 | 1 | 1  | 0  | 3 | 12 | 16 | 5  |
| Velká Británie | 5 | 0 | 0  | 2  | 3 | 8  | 22 | 2  |

## 2. divize

### Skupina A
- Termín konání: 8. - 14. dubna 2013
- Místo konání: Auckland,  Nový Zéland

|  | Postup do skupiny B 1. divize |
|  | Sestup do skupiny B 2. divize |

| Tým         | Z | V | VP | PP | P | GV | GI | B  |
| ----------- | - | - | -- | -- | - | -- | -- | -- |
| Maďarsko    | 5 | 4 | 0  | 0  | 1 | 27 | 12 | 12 |
| Itálie      | 5 | 4 | 0  | 0  | 1 | 18 | 8  | 12 |
| Austrálie   | 5 | 3 | 0  | 0  | 2 | 21 | 17 | 9  |
| Nový Zéland | 5 | 2 | 0  | 1  | 2 | 14 | 20 | 7  |
| Polsko      | 5 | 1 | 1  | 0  | 3 | 10 | 16 | 5  |
| Slovinsko   | 5 | 0 | 0  | 0  | 5 | 10 | 27 | 0  |

- O prvním místě rozhodl vzájemný zápas.

### Skupina B
- Termín konání: 1. - 7. dubna 2013
- Místo konání: Puigcerdà,  Španělsko

|  | Postup do skupiny A 2. divize     |
|  | Sestup do kvalifikace o 2. divizi |

| Tým         | Z | V | VP | PP | P | GV | GI | B  |
| ----------- | - | - | -- | -- | - | -- | -- | -- |
| Jižní Korea | 5 | 5 | 0  | 0  | 0 | 20 | 3  | 15 |
| Španělsko   | 5 | 4 | 0  | 0  | 1 | 23 | 7  | 12 |
| Chorvatsko  | 5 | 2 | 1  | 0  | 2 | 27 | 14 | 8  |
| Island      | 5 | 1 | 1  | 0  | 3 | 12 | 16 | 5  |
| Belgie      | 5 | 1 | 0  | 2  | 2 | 12 | 10 | 5  |
| JAR         | 5 | 0 | 0  | 0  | 5 | 6  | 50 | 0  |

### Kvalifikace o 2. divizi 2014
- Termín konání: 7. - 9. prosince 2012
- Místo konání: İzmir,  Turecko

|  | Postup do skupiny B 2. divize 2014 |

| Tým       | Z | V | VP | PP | P | GV | GI | B |
| --------- | - | - | -- | -- | - | -- | -- | - |
| Turecko   | 2 | 2 | 0  | 0  | 0 | 11 | 4  | 6 |
| Bulharsko | 2 | 1 | 0  | 0  | 1 | 9  | 5  | 3 |
| Irsko     | 2 | 0 | 0  | 0  | 2 | 2  | 13 | 0 |